# Condado de Cypress
El condado de Cypress es un distrito municipal canadiense situado en la provincia de Alberta.

## Superficie
Cypress tiene una superficie de 12 977,99 km².

## Demografía
En 2021, tenía 7524 habitantes, una densidad poblacional de 0,6 hab./km², y 3149 viviendas.